# Metopius metallicus
Metopius metallicus là một loài tò vò trong họ Ichneumonidae.